# Rein Taagepera
Rein Taagepera (Tartu, 28 de fevereiro de 1933) é um cientista político e político da Estônia.

## Educação
Nascido em Tartu, Estônia, Taagepera escapou da Estônia ocupada em 1944. Graduou-se no ensino médio em Marraquexe, Marrocos e então estudou física no Canadá e nos Estados Unidos. Recebeu um B.A. Sc (Engenharia Nuclear) em 1959 e um M.A. (Física) em 1961 da Universidade de Toronto, e um Ph.D. da Universidade de Delaware em 1965. Trabalhando na indústria até 1970, ele recebeu outro M.A. em relações internacionais em 1969 e mudou como cientista político na Universidade da Califórnia em Irvine, onde ele ficou durante toda sua carreira americana. Taagepera é professor emérito na Universidade de Tartu.

## Principais publicações
- Seats and Votes: The Effects and Determinants of Electoral Systems, 1989, co-autor
- Estonia: Return to independence, 1993
- The Baltic States: Years of Dependence, 1940-1990, 2nd edn. 1993, co-autor ISBN 0-520-08228-1
- The Finno-Ugric republics and the Russian state, 1999
- "Meteoric trajectory: The Res Publica Party in Estonia" (2006), Democratization 13(1): 78-94. PDF da publicação original
- Predicting Party Sizes: The Logic of Simple Electoral Systems, 2007 ISBN 0-19-928774-0
- Making Social Sciences More Scientific. The Need for Predictive Models, 2008 ISBN 0-19-953466-7

## Reconhecimento
Taagera recebeu os prêmios "American Political Science Association's Hallett" (1999) and "Longley" (2003) bem como "Prêmio Nacional de Ciências da Estônia, Categoria Ciências Sociais (1999) e, em 2008, o Prêmio Johan Skytte em Ciências Políticas.